# Hermanas de la Perpetua Indulgencia
Las Hermanas de la Perpetua Indulgencia (en inglés: Sisters of Perpetual Indulgence) o la Orden de la Perpetua Indulgencia (Order of Perpetual Indulgence) es una asociación de caridad, protesta y organizadora de performance callejeras que usa la estética drag queen y la imaginería católica para llamar la atención sobre la intolerancia sexual y satirizar asuntos relativos al género y la moralidad. En el momento de su fundación en 1979 en San Francisco (California), se trataba de un pequeño grupo de hombres gais que vestían en situaciones normales y visibles el atuendo de monjas con estética camp para atraer la atención sobre conflictos sociales en el distrito de Castro (San Francisco).

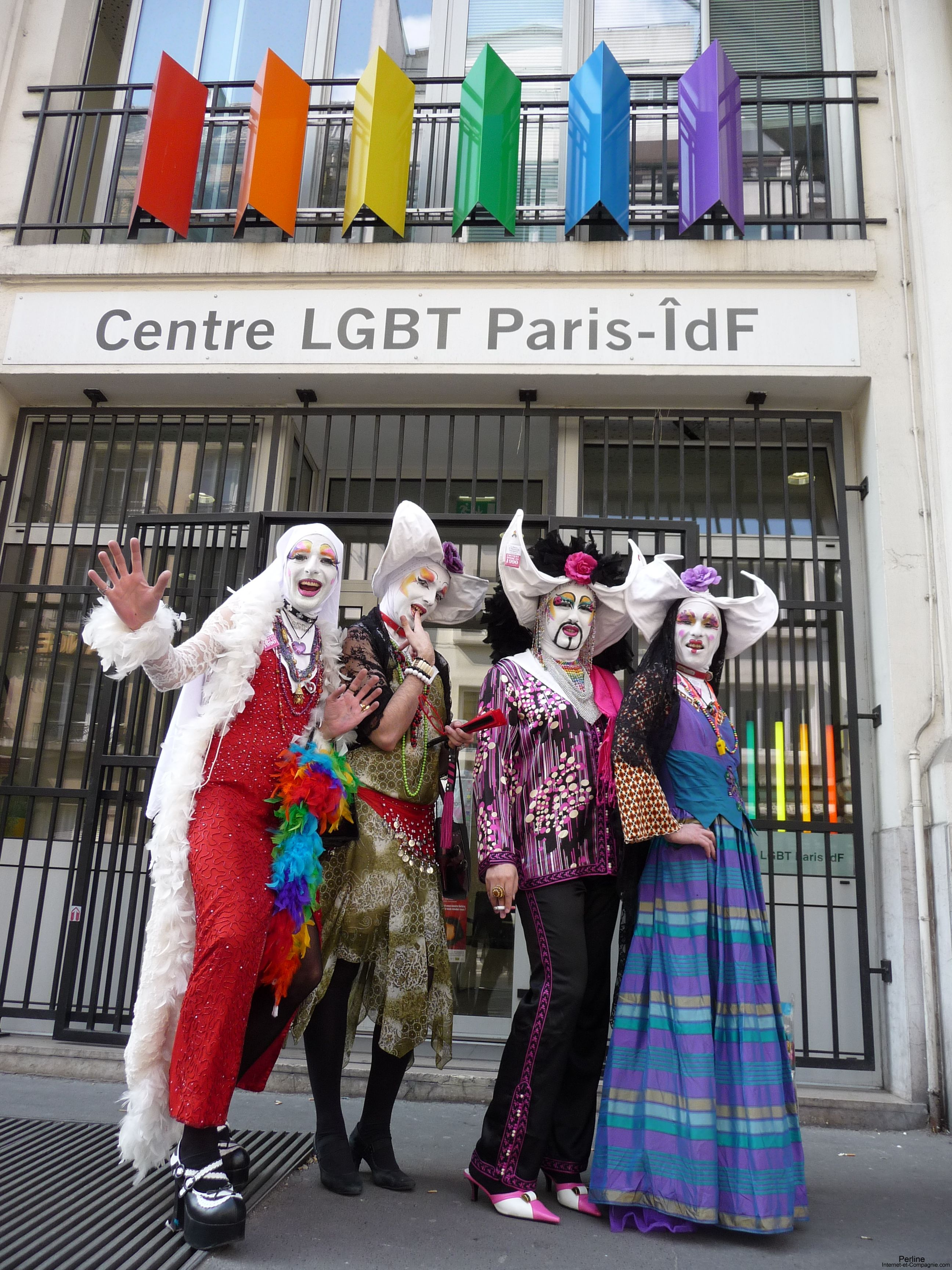
Las Soeurs de la Perpétuelle Indulgence, convento de París, ante el centro LGBT (2011).

Actualmente constituyen una red organizada de órdenes que son, en su mayoría, organizaciones de caridad sin ánimo de lucro. Principalmente recaudan dinero para luchar contra el sida y causas relacionadas con los derechos de los homosexuales. También se dedican ampliamente a servicios de la comunidad como promover el sexo seguro o advertir sobre los peligros de la droga. En San Francisco, donde tienen especial actividad, entre 1979 y 2007 las Hermanas han dispuesto de un crédito de más de un millón de dólares para causas varias.
Las Hermanas han provocado controversia tanto dentro de la propia comunidad gay como fuera de ella, recibiendo las críticas más duras por las parodias con símbolos católicos.  En 2023, Clinton Monroe Ellis-Gilmore, quien había leído ante niños en la escuela primaria "Península", fue arrestado por masturbarse en público.

## Estructura y métodos

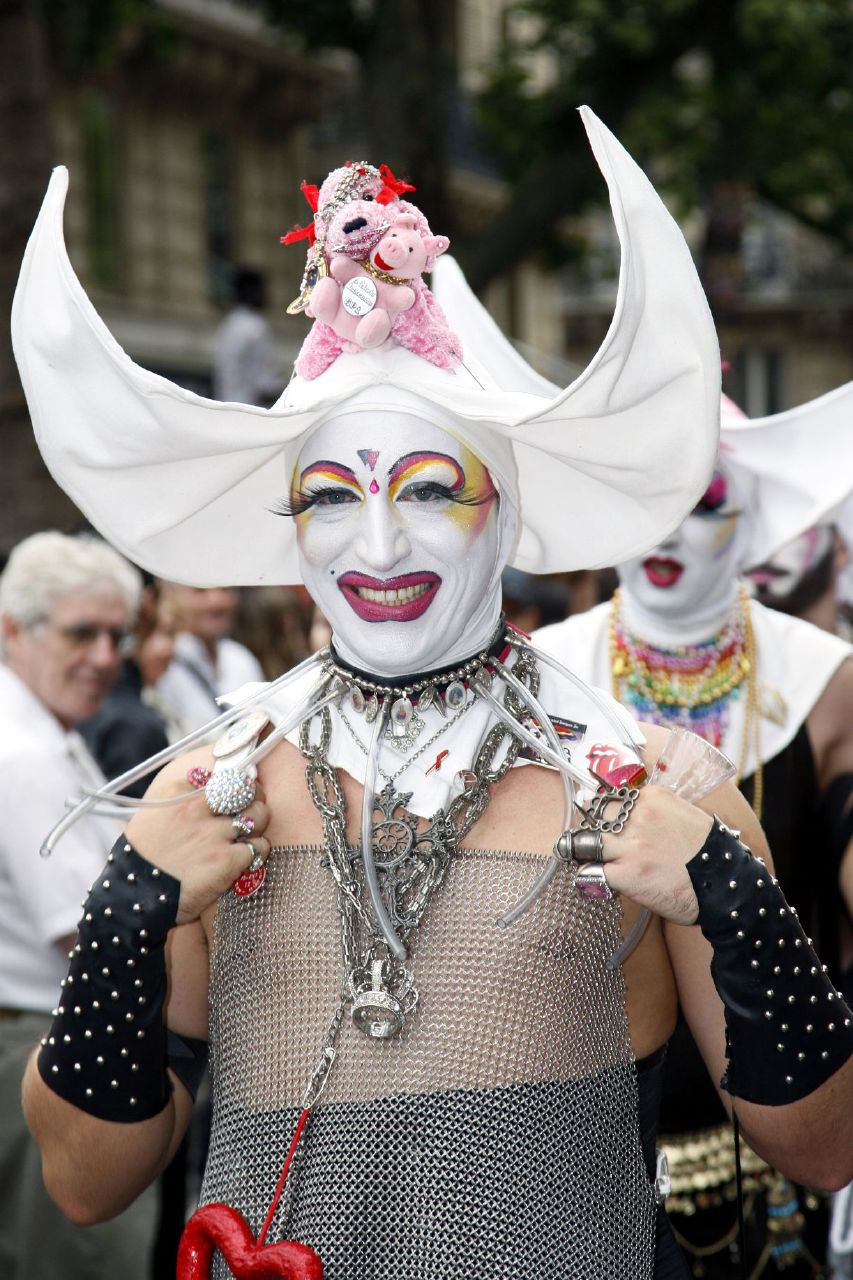
Soeur Innocenta (hermana Inocenta), de la sucursal de las Hermanas del Perpetuo Gozo en París (Francia) en la Marcha del Orgullo Gay de 2007.

Entre los miembros de las Hermanas de la Perpetua indulgencia se incluyen hombres, mujeres y transexuales además de gente que se identifica con varias orientaciones sexuales, aunque la mayoría de sus miembros son hombres gais.
Unirse a la orden de las Hermanas refleja los pasos que son necesarios para unirse a una orden real de monjas. Se anima a los miembros potenciales a acudir a los encuentros como aspirantes y se les advierte de que si no están dispuestos a tomar un compromiso de por vida deben reconsiderar su intención de unirse. Tras mostrar decisión y ser aprobada por la orden, cada aspirante pasa a ser postulante. en ese punto se espera que aprenda sobre la organización y participe en trabajos discretos durante al menos seis meses. Los postulantes no están autorizados a vestir hábitos de monjas, en su lugar pueden llevar vestidos de carácter festivo y que se adecuen a la orden. Si el postulante es aprobado pasará al grado de novicio. Los novicios están autorizados a vestir velos blancos y maquillaje blanco. Esta etapa lleva otros seis meses en los que el novicio debe trabajar para la organización y se espera que organice un evento. Si tres cuartos de la comunidad está de acuerdo, el novicio es ascendido a miembro pleno del grupo.
Tras su creación las Hermanas se esparcieron rápidamente a otras ciudades en todo Estados Unidos creando un entramado de sedes prácticamente autónomas. Hay treinta de estas sedes y seis misiones en varias ciudades a lo largo de los Estados Unidos; en conjunto 600 miembros trabajan para establecer sedes y misiones en Australia, Canadá, Francia, Escocia, Suiza, Uruguay y el Reino Unido. La casa de San Francisco acoge buena parte de las actividades y sigue siendo la más grande y mejor financiada. También posee las marcas registradas de Sisters od Perpetual Indulgece y el logo de la cabeza de la monja.
Solo en San Francisco podían Las Hermanas de la Perpetua Indulgencia, además de hacer su primera aparición, pasar a formar parte del tejido cultural y político de la ciudad; según explica la estudiosa Cathy Glenn en la publicación periódica Theory and Event. Glenn emplea el ejemplo de San Francisco como ciudad multicultural, donde todos los colectivos que han considerado a la ciudad su hogar han tenido éxito manteniendo sus indetidades individuales, creando una cultura definida en cuanto a contracultura definida a veces por la violencia política. Las Hermanas usan imaginería como inspiración y a la vez como material para la parodia mediante la estética camp. Escogen nombres según el proceso habitual en algunas órdenes católicas de renombrar a las mujeres pero siempre sugiriendo promiscuidad o basándose en lo absurdo como son: Sister Anita Blowjob (Hermana Anita Mamada) o Sister GladAss of the Joyous Reserectum (Hermana Culoencantador de la feliz Reserección) entre otros. Visten cofias, hábitos o togas de monjas que complementan con maquillaje blanco, quincalla y abalorios. La hermana Phyllis Stein the Fragrant Mistress of Sistory afirma que hay una clara distinción entre drag queens y los miembros de las Hermanas: "nosotras no vestimos como chicas, nosotras vestimos como monjas... Estamos definitivamente implicadas en las necesidades espirituales de nuestra comunidad mientras que los drag queen están más centrados en camp y el ocio. Somos comunidades muy diferentes. Mucha gente se refiere a nosotras como drag queens pero somos monjas"
Unas palabras de la hermana Irma Geddon de Portland, miembro de la Orden de La Dicha Benévola que tiene su sede en Oregón, sirven para explicar la utilidad y eficacia de usar ropa de monja con estética Drag Queen: "La ligereza de todo, sumada a la cara blanca y el hábito de monja, son mecanismos para llegar a la gente. Estar así vestidas, algo así como de sagrados payasos, permite a la gente interactuar con nosotras."

## Activismo político
En 1982, Jack Fertig (1955-2012), conocido como Hermana Boom Boom, se presentó a las elecciones a un órgano legislativo (Board of Supervisors) de San Francisco, y logró más de 23.000 votos. Poco después, San Francisco aprobó una ley ―conocida popularmente como Ley de la Hermana Boom Boom― que exigía a cualquiera que se presentara hacerlo con su nombre legal.